# Carimate
Carimate är en ort och kommun i provinsen Como i regionen Lombardiet i Italien. Kommunen hade 4 512 invånare (2018).